# Lin Yun-ju
Lin Yun-ju, född 17 augusti 2001, är en taiwanesisk bordtennisspelare.

## Karriär
Vid OS 2020 tog Lin Yun-ju brons i mixad dubbel. Vid VM 2021 tog han åter brons i mixad dubbel, och vid VM 2024 tog han brons i lagtävlingen.